# Lauf

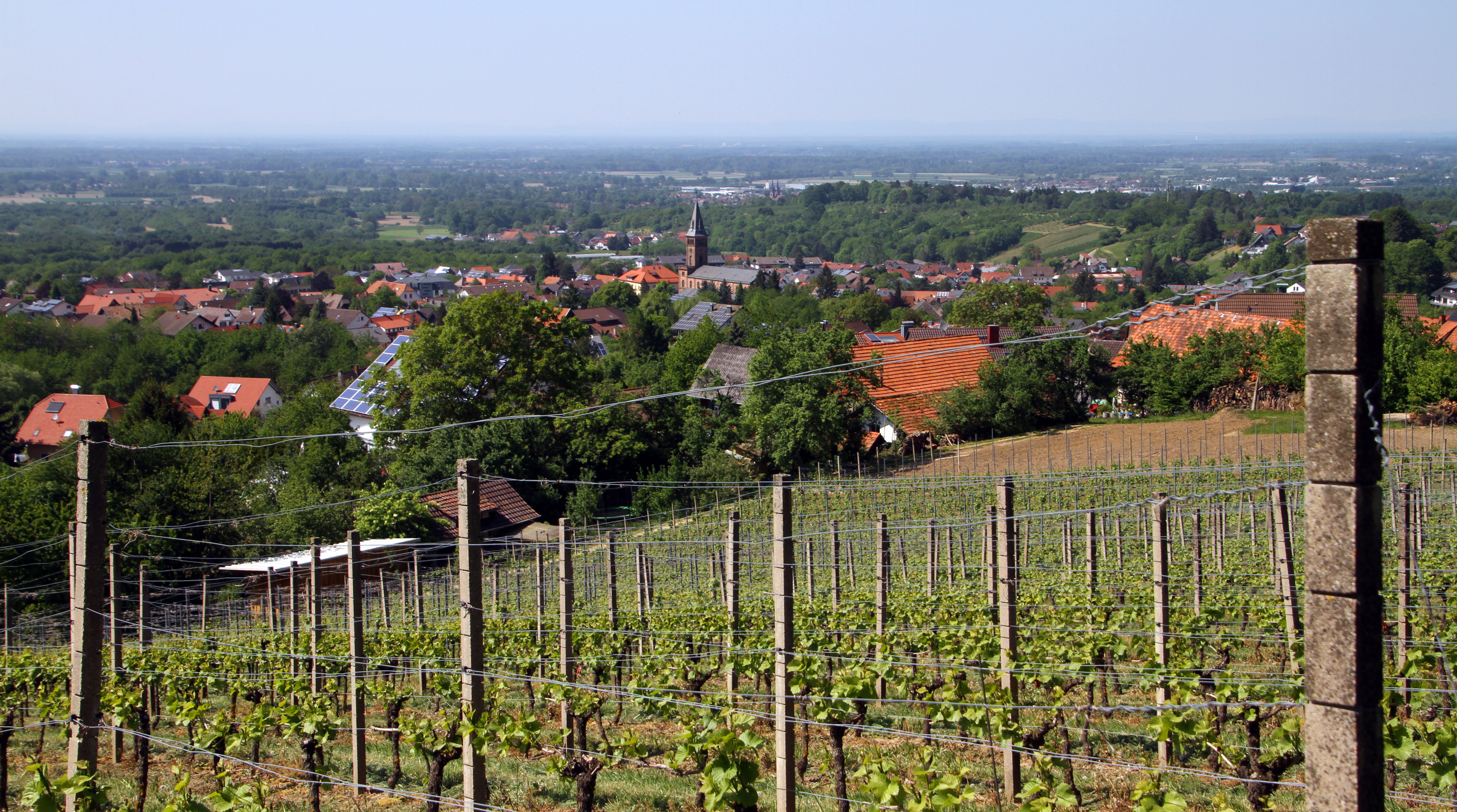

Lauf es un municipio alemán en el distrito de Ortenau, Baden-Wurtemberg. Está ubicado en la salida del valle del arroyo Lauf (Laufbach) a la llanura del Rin. El arroyo nace en el monte Hornisgrinde en la Selva Negra.

## Castillo de Neuwindeck
El castillo de Neuwindeck, también llamado castillo de Lauf, está situado por encima del valle del Laufbach en una cima boscosa a una altitud de 313 m s. n. m. Fue construido alrededor del año 1300.